# Celaenia hectori
Celaenia hectori (O. P.-Cambridge, 1879) è un ragno appartenente alla famiglia Araneidae.

## Caratteristiche
I caratteri distintivi di questa specie rispetto alla C. atkinsonii, cioè le dimensioni minori e uno spessore meno marcato dell'opistosoma, possono rientrare nell'ambito delle differenze di maturità dei due esemplari femminili posti a confronto; potrebbe quindi trattarsi della medesima specie.

## Distribuzione
La specie è stata reperita in Nuova Zelanda: il primo esemplare è stato rinvenuto nei pressi di Dunedin dal capitano F.W. Hutton.

## Tassonomia
Al 2012 non sono note sottospecie e dal 1917 non sono stati esaminati nuovi esemplari.